# Jatobá (Maranhão)
Jatobá es un municipio brasileño del estado de Maranhão. Se localiza a una latitud 05º49'00" sur y a una longitud 44º13'24" oeste, estando a una altitud de 190 metros. Su población estimada en 2008 era de 8.557 habitantes.
Posee un área de 406,424 km².

## Carreteras
- BR-135
- MA-132